# Репнина-Волконская, Варвара Алексеевна
Княгиня Варва́ра Алексе́евна Репнина́-Волко́нская (урождённая графиня Разумо́вская, 1778—1864) — наследница значительной части колоссального состояния Разумовских (16 000 душ и городок Яготин), супруга малороссийского генерал-губернатора, князя Николая Григорьевича Репнина-Волконского. Много сделала для женского образования: содействовала устройству Елизаветинского и Павловского институтов, на которые пожертвовала значительные суммы. Открыла женский институт в Полтаве.

## Биография
Старшая дочь графа Алексея Кирилловича Разумовского и его жены Варвары Петровны, дочери графа П. Б. Шереметева. Рано лишилась попечения матери, удалённой из дома отца в 1784 году. Отец тоже виделся с дочерью не часто, воспитанием занималась нянька-немка. По достижении 13 лет в воспитательницы Варваре была нанята швейцарка Калам, тётка известного пейзажиста, женщина с твёрдым характером, очень умная, высоких нравственных качеств. Варвара Алексеевна очень её любила и до конца её жизни (она умерла в Женеве, в глубокой старости) питала к ней чувства самой нежной признательности.
Графиня Разумовская проживала вместе с отцом в подмосковном имении и часто сопровождала его в поездках, в том числе в село Воронцово, где проживал фельдмаршал князь Николай Васильевич Репнин. Она приглянулась князю, и тот решил женить на ней своего старшего внука, любимца Павла I, флигель-адъютанта Николая Григорьевича Волконского, и даже вызвал его для этого из Петербурга.
Молодые люди полюбили друг друга, но свадьбе помешала неожиданная размолвка графа А. К. Разумовского с князем Н. В. Репниным. Затем началась война с Францией и Николай Волконский в составе корпуса Германа отправился в Голландию. По возвращении уже полковника Волконского свадьба вновь была отложена из-за смерти фельдмаршала Репнина. С ним угасал именитый род его. Указом 12 июля 1801 года Александр I повелел князю Николаю Григорьевичу Волконскому принять фамилию Репниных.

## Замужество

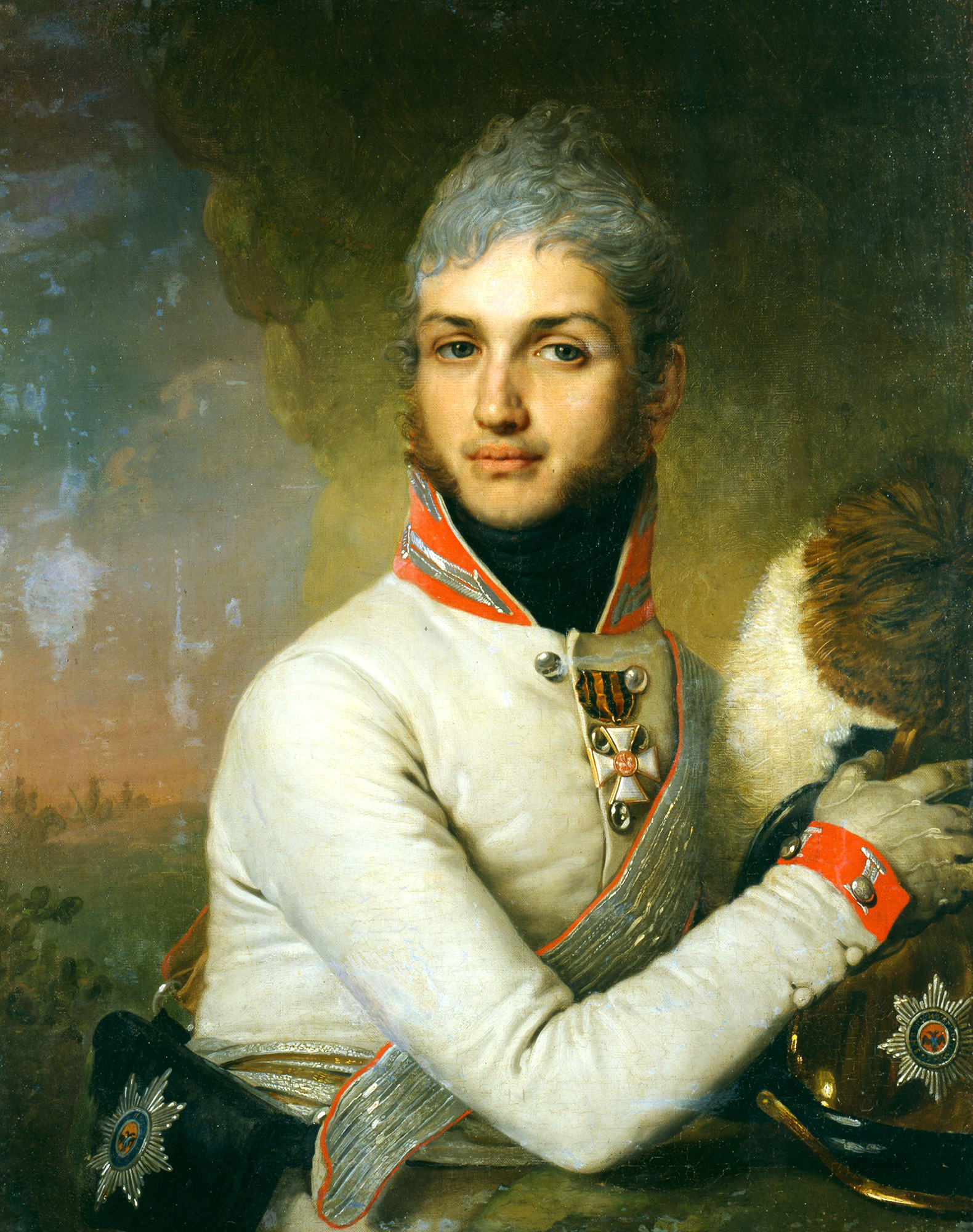
Николай Волконский.

В 1802 в Батуринском дворце графа Кирилла Григорьевича Разумовского была сыграна свадьба Варвары Алексеевны с князем Волконским. Молодые сначала жили в Москве, затем переселились в Санкт-Петербург, где княгиня Варвара Алексеевна сблизилась с императрицей Елизаветой Алексеевной и великой княгиней Марией Павловной.
После начала войны с Францией в 1805 году князь Репнин отправился в армию, а страстно любившая мужа княгиня последовала за ним, оставив детей на попечении тётки — княгини Александры Николаевны Волконской. В ходе битвы под Аустерлицем, командуя эскадроном, князь Репнин произвёл знаменитую атаку, описанную в романе «Война и мир», после которой от эскадрона осталось всего 18 человек, а сам князь, контуженый и раненый в грудь, попал в плен.

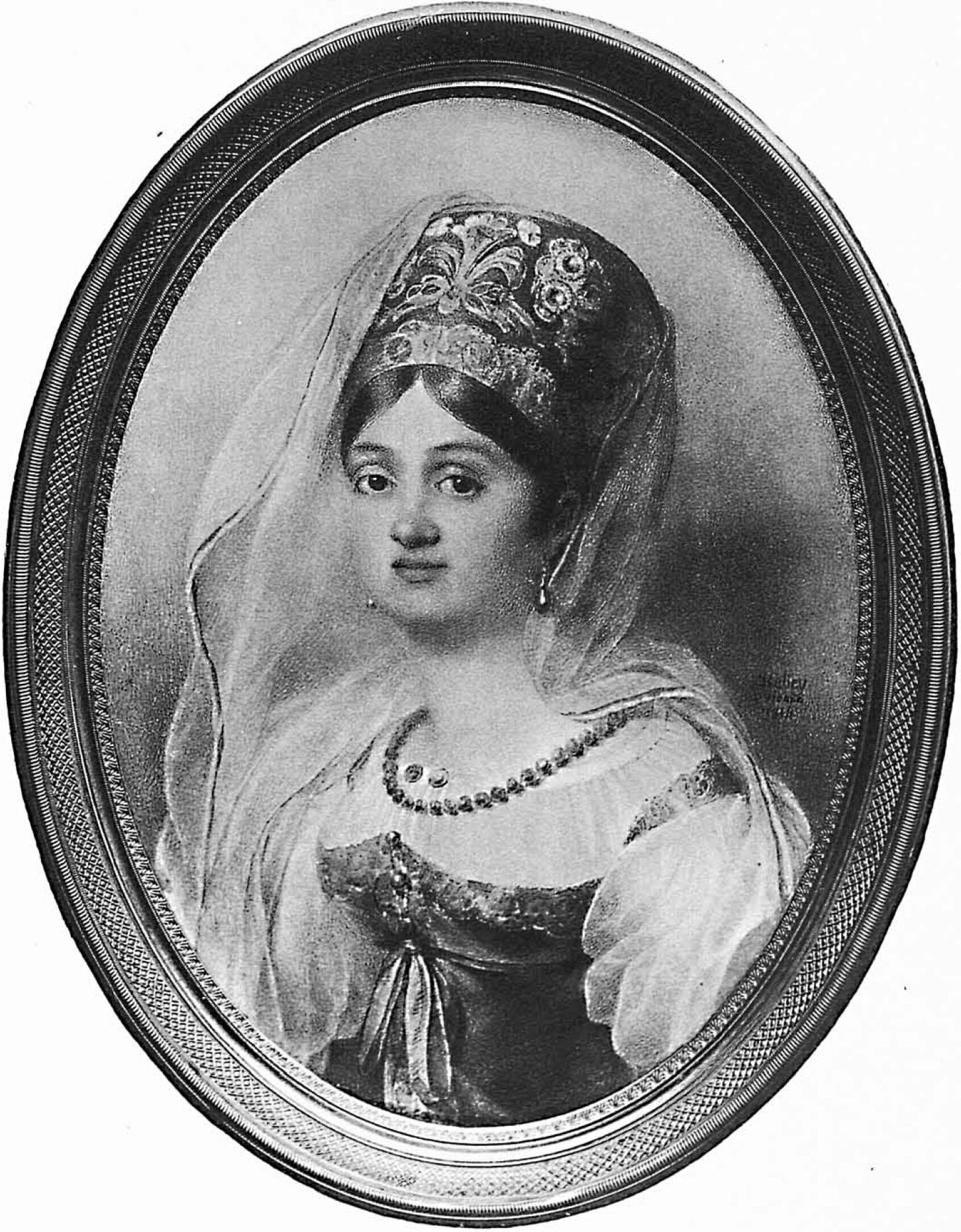
Портрет работы Изабе.

Варвара Алексеевна проникла во французский лагерь и ухаживала за раненым супругом и несколькими другими русскими, сопровождая его до самого освобождения из плена. Известие о том, что за раненым русским офицером ухаживает его жена, дошло до Наполеона, он встретился с князем Репниным, и позднее именно его уполномочил передать Александру I предложение о мирных переговорах.
После возвращения в Санкт-Петербург чета отправилась в Испанию, куда был направлен послом Николай Григорьевич, однако начавшаяся там война вынудила их остановиться в Париже. А вскоре после возвращению в Россию началась Отечественная война 1812 года. И вновь Варвара Алексеевна была рядом с мужем. В 1813 году князь командовал арьергардом армии Витгеншейна, а княгиня ухаживала за русскими ранеными. После назначения супруга генерал-губернатором Саксонии она оказывала помощь нуждающимся в Дрездене, о чём ещё долго помнило местное население.
В 1814 году вместе с мужем она присутствовала на Венском конгрессе, где участвовала в различных празднествах, так, она участвовала в русской кадрили, устроенной великой княжной Екатериной Павловной на балу, данном императору Александру I российским представителем на конгрессе Алексеем Кирилловичем Разумовским. Позднее Изабе нарисовал портрет княгини в русском платье, в котором она танцевала.
В 1815 году княгиня Репнина-Волконская возвратилась в Санкт-Петербург, где занялась обустройством Патриотического Института и дома Трудолюбия (позднее Елизаветинский институт), создававшегося под руководством императрицы Елизаветы Павловны для оказания помощи осиротевшим после войны семьям. Взяла на воспитание к себе в дом талантливых дочерей полтавского помещика Псёла — Александру, Глафиру и Татьяну.
После назначения мужа генерал-губернатором Малороссии они переехали в Полтаву. Варвара Алексеевна учредила больницы, приюты, но основное внимание уделяла созданию Полтавского института благородных девиц, на который потратила значительные средства, изрядно растратив своё состояние. Во время голода на Украине она заботилась о голодающих, не считаясь с расходами.
В 1834 году её муж был назначен членом Государственного Совета, супруги вновь переехали в Санкт-Петербург. Вскоре на князя подан был императору донос. Дело шло о пропаже значительной суммы денег, назначенных на Полтавский институт, именно на то заведение, на которое Репнины положили значительную часть своего состояния. Началось следствие. Оскорблённый князь вышел в отставку и уехал со всем семейством за границу. Там они пробыли более четырёх лет, преимущественно в Риме и Швейцарии. Также семейство снимало две дачи в Кастелламмаре под Неаполем, где летом 1838 года у них жил Н. В. Гоголь, а также бывал архитектор Д. Е. Ефимов. 

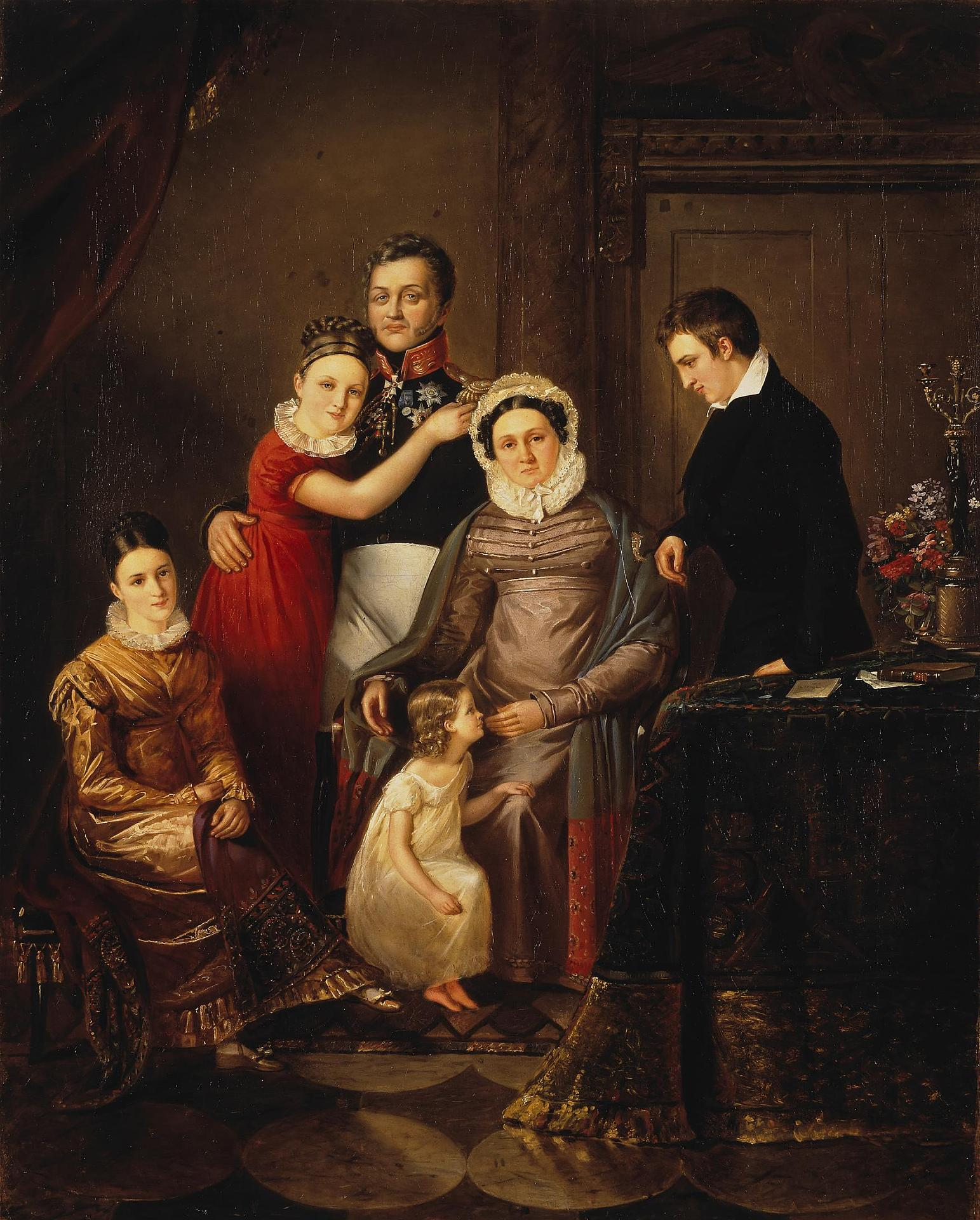
Варвара Алексеевна с семьёй.

По возвращении в 1842 году в Россию чета поселилась в Яготине, где князь Николай Григорьевич и скончался. В конце 1840-х годов Варвара Алексеевна переехала в Одессу, а в 1856 году в Москву. В возрасте восьмидесяти лет она была слаба, немощна, но тверда духом и рассудком. Дела её были в крайне плачевном виде, от некогда значительного состояния оставались только незначительные суммы, но она продолжала оказывать помощь бедным.
Жила в своём доме на Садовой, где и скончалась 9 октября 1864 года в возрасте 93 лет. Её тело было перевезено на Черниговщину и похоронено рядом с мужем в храме Троицкого Густынского монастыря.

## Семья
В браке чета Репниных-Волконских родила семерых детей:
- Алексей Николаевич (ум. 13.12.1812)
- Григорий Николаевич (ум. 02.07.1812)
- Александра Николаевна (1805—1836), с 1829 года замужем за сенатором графом А. Г. Кушелевым-Безбородко (1800—1855).
- Василий Николаевич (1806—1880), коллежский асессор; женат на фрейлине Елизавете Петровне Балабиной (1813—1883), но брак оказался несчастливым, супруги жили раздельно, Василий был игрок, а его жена страдала мнительностью, а позднее манией преследования. Их сын Николай.
- Варвара Николаевна (1808—1891), писала прозу и мемуары, была влюблена в Т. Г. Шевченко, сумела побороть своё чувство, в дальнейшем вела с ним переписку и ходатайствовала о его освобождении из ссылки.
- Софья Николаевна (ум. 28.09.1811)
- Елизавета Николаевна (1817—1855), была замужем за действительным статским советником, камергером, русским поверенным в делах при римской миссии Павлом Ивановичем Кривцовым (1806—1844).

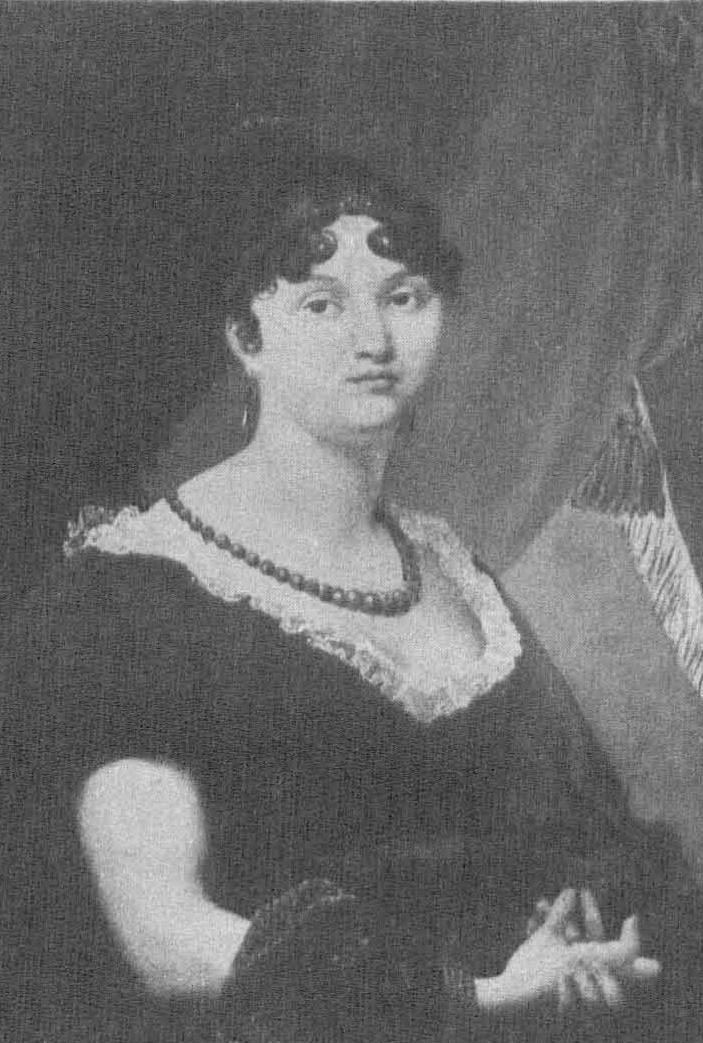
Варвара Алексеевна
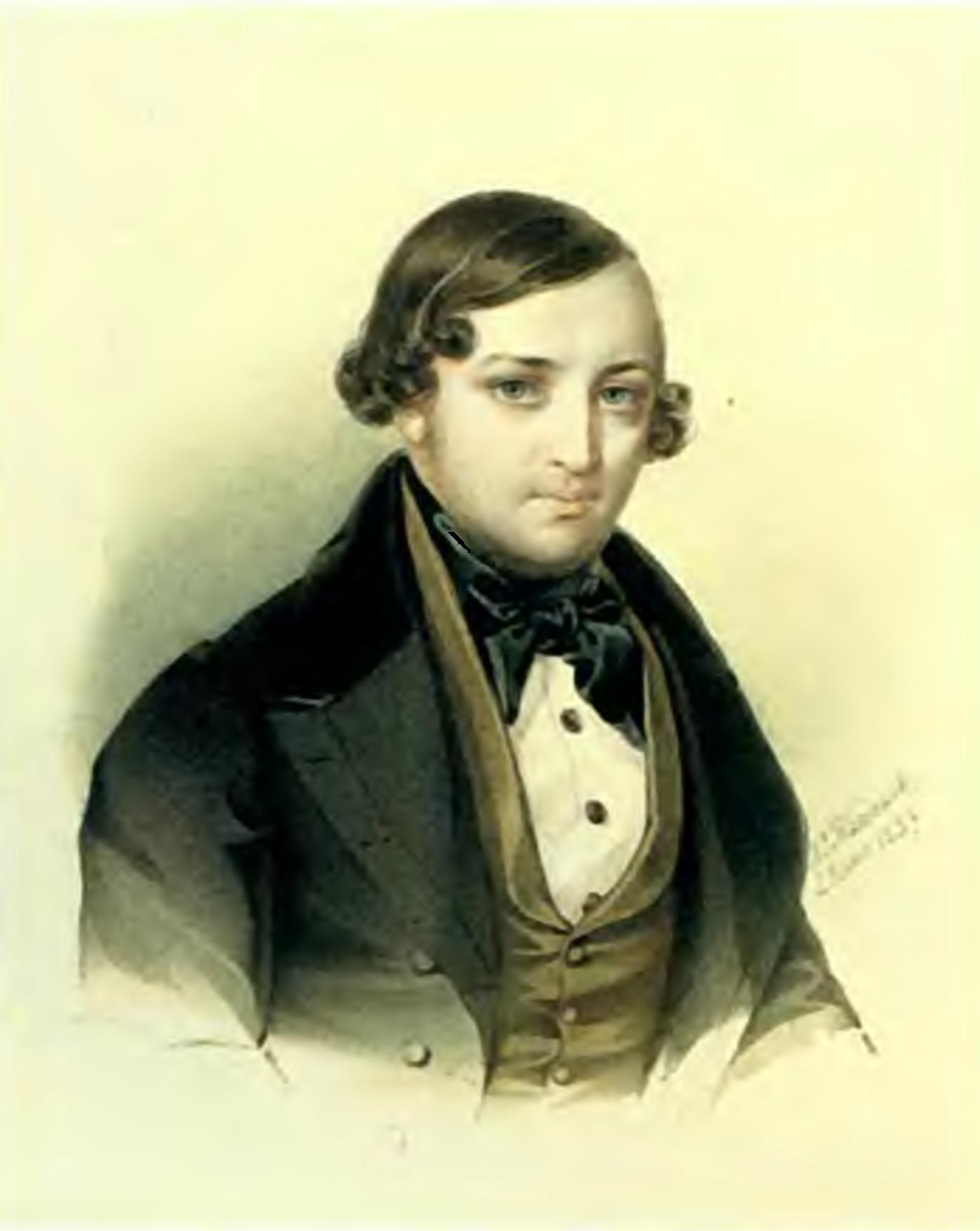
Василий Николаевич, сын
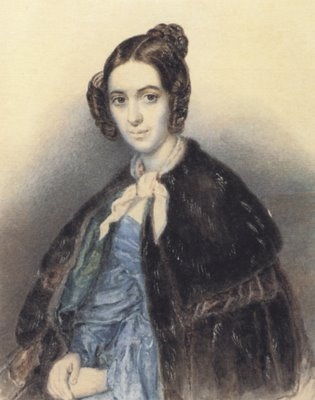
Варвара Николаевна, дочь
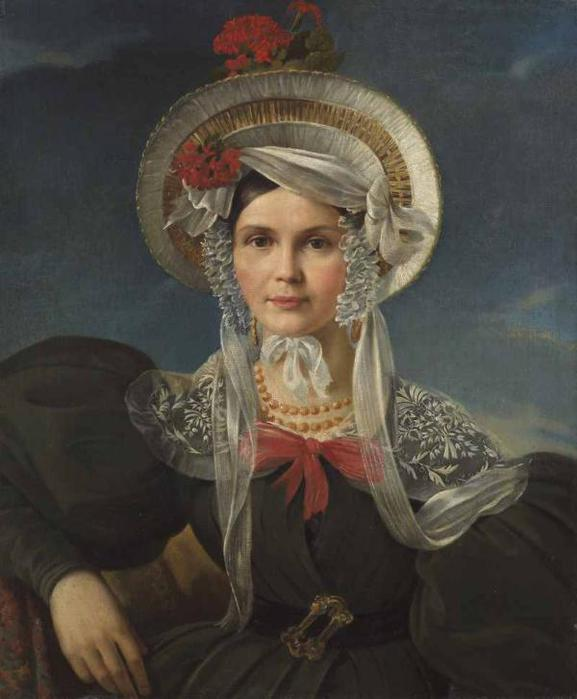
Елизавета Николаевна, дочь
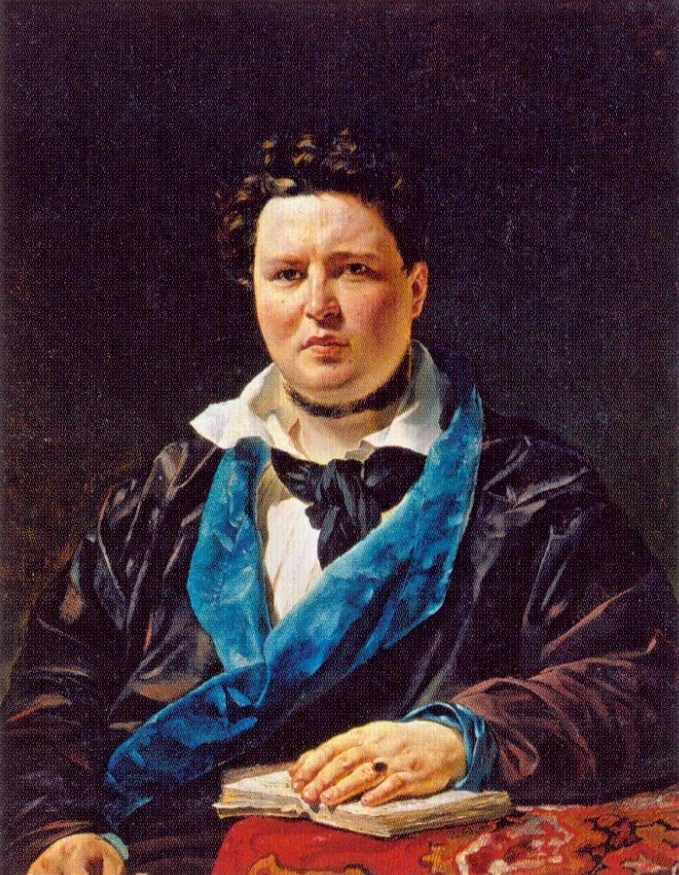
Павел Кривцов, зять